# Попов Михайло Сергійович (військовий)
Миха́йло Сергі́йович Попо́в (1998—2022) — український дзюдоїст та борець греко-римського стилю і військовослужбовець, старший солдат підрозділу ОЗСП «Азов», який загинув під час відбиття російського вторгнення в Україну в 2022 році.

## Життєпис
Народився 15 травня 1998 року в селу Урзуф Донецької області. Майстер спорту з дзюдо та з греко-римської боротьби. Після закінчення школи вчився в ліцеї на моряка у Маріуполі. В полку АЗОВ з 2016 році з дислокацією в рідному селищі Урзуф. Був снайпером.
Коли 24 лютого 2022 року почалося повномасштабне вторгнення, Михайло відправився на захист Маріуполя. Разом із побратимами мужньо тримав оборону міста.

## Загибель
Загинув на території заводу «Азовсталь» під час оборони м. Маріуполя. Нагороджений орденом «За мужність» II ступеня (посмертно). В Михайла залишилися кохана, мама, брати Сергій, Кирило, Андрій та сестра Діана